# Obereopsis brevis
Obereopsis brevis là một loài bọ cánh cứng trong họ Cerambycidae.